# Liste der Monuments historiques in Dannevoux
Die Liste der Monuments historiques in Dannevoux führt die Monuments historiques in der französischen Gemeinde Dannevoux auf.

## Liste der Objekte
| Bezeichnung                       | Beschreibung           | Standort                          | Kennzeichnung | Schutzstatus | Datum | Bild |
| --------------------------------- | ---------------------- | --------------------------------- | ------------- | ------------ | ----- | ---- |
| Grabstein für Jean-Joseph Lefèvre | Stein, bezeichnet 1751 | in der Kirche St-Hippolyte (Lage) | PM55001806    | Classé       | 2004  |      |